# عزیزم (فیلم ۱۹۸۵)
عزیزم (به هندی: Jaanoo) یا جان من فیلمی محصول سال ۱۹۸۵ و به کارگردانی جیندرا جین است. در این فیلم بازیگرانی همچون جکی شروف، خوشبو ساندار، راتی آگنیهوتری، سعید جعفری، انوپم کهیر، افتخار ایفای نقش کرده‌اند.